# Kanton Guer
Der Kanton Guer (bretonisch: Kanton Gwern-Porc'hoed) ist seit 1790 ein französischer Wahlkreis im Arrondissement Vannes, im Département Morbihan in der Region Bretagne; sein Hauptort ist Guer.

## Geschichte
Der Kanton entstand am 15. Februar 1790. Von 1801 bis 2015 gehörten sieben Gemeinden zum Kanton Guer. Mit der Neuordnung der Kantone in Frankreich wechselten 2015 alle Gemeinden der bisherigen Kantone Allaire und La Gacilly und die Gemeinde Théhillac aus dem Kanton La Roche-Bernard zum Kanton Guer, womit 26 Gemeinden zum Kanton Guer gehörten.

## Lage
Der Kanton liegt im Osten des Départements Morbihan an der Grenze zu den Départements Ille-et-Vilaine und Loire-Atlantique. 

## Gemeinden

### Kanton Guer seit 2015
Der Kanton besteht aus 23 Gemeinden mit insgesamt 39.884 Einwohnern (Stand: 1. Januar 2022) auf einer Gesamtfläche von 571,92 km²:
| Gemeinde               | Bretonisch          | Einwohner (2022) | Fläche (km²) | Code postal | Code Insee |
| ---------------------- | ------------------- | ---------------- | ------------ | ----------- | ---------- |
| Allaire                | Alaer               | 3.906            | 41,74        | 56350       | 56001      |
| Augan                  | Algam               | 1.542            | 40,93        | 56800       | 56006      |
| Béganne                | Begaon              | 1.458            | 35,50        | 56350       | 56011      |
| Beignon                | Benion              | 1.939            | 24,87        | 56380       | 56012      |
| Carentoir              | Karantoer           | 3.137            | 72,87        | 56910       | 56033      |
| Cournon                | Kornon              | 805              | 10,87        | 56200       | 56044      |
| Les Fougerêts          | Felgerieg-al-Lann   | 960              | 19,91        | 56200       | 56060      |
| La Gacilly             | Gazilieg            | 4.011            | 37,97        | 56200       | 56061      |
| Guer                   | Gwern-Porc'hoed     | 6.056            | 52,11        | 56380       | 56075      |
| Monteneuf              | Monteneg            | 760              | 30,62        | 56380       | 56136      |
| Peillac                | Paolieg             | 1.865            | 24,57        | 56220       | 56154      |
| Porcaro                | Porzh-Karozh        | 749              | 15,73        | 56380       | 56180      |
| Réminiac               | Ruvenieg            | 431              | 12,15        | 56140       | 56191      |
| Rieux                  | Reoz                | 2.841            | 27,78        | 56350       | 56194      |
| Saint-Gorgon           | Sant-Gorgon         | 428              | 5,69         | 56350       | 56216      |
| Saint Jacut-les Pins   | Sant-Yagu-ar-Bineg  | 1.733            | 22,81        | 56220       | 56221      |
| Saint-Jean-la Poterie  | Sant-Yann-ar-Wern   | 1.430            | 8,44         | 56350       | 56223      |
| Saint-Malo-de-Beignon  | Sant-Maloù-Benion   | 543              | 3,49         | 56380       | 56226      |
| Saint-Martin-sur-Oust  | Sant-Varzhin-an-Oud | 1.305            | 28,24        | 56200       | 56229      |
| Saint-Perreux          | Sant-Pereg          | 1.049            | 6,23         | 56350       | 56232      |
| Saint-Vincent-sur-Oust | Sant-Visant-an-Oust | 1.647            | 15,66        | 56350       | 56239      |
| Théhillac              | Tehelieg            | 610              | 14,46        | 56130       | 56250      |
| Tréal                  | Treal               | 679              | 19,28        | 56140       | 56253      |
| Kanton Guer            | Gwern-Porc'hoed     | 39.884           | 571,92       | -           | 5613       |

## Veränderungen im Gemeindebestand seit der landesweiten Neuordnung der Kantone
2017:
- Fusion Glénac, La Chapelle-Gaceline und La Gacilly → La Gacilly
- Fusion Carentoir und Quelneuc → Carentoir

### Kanton Guer bis 2015
Der alte Kanton Guer umfasste bis zur landesweiten Neugliederung der Kantone 2015 sieben Gemeinden auf einer Fläche von 179,90 km². Diese waren: Augan, Beignon, Guer (Hauptort), Monteneuf, Porcaro, Réminiac und Saint-Malo-de-Beignon.

### Bevölkerungsentwicklung
| 1962   | 1968   | 1975   | 1982  | 1990  | 1999  | 2006   | 2012   |
| ------ | ------ | ------ | ----- | ----- | ----- | ------ | ------ |
| 10.123 | 10.103 | 10.079 | 9.592 | 9.928 | 9.558 | 11.646 | 11.928 |